# Solar (novela)
Solar es una novela del escritor británico Ian McEwan, publicada por primera vez el 18 de marzo de 2010 por el editor Jonathan Cape en Random House. El libro es una sátira sobre un hastiado físico teórico ganador del Premio Nobel cuya disfuncional vida personal y su cínica ambición lo llevan por la búsqueda de una solución para el cambio climático basada en energía solar. En marzo de 2011 el libro fue publicado en castellano por Anagrama, con traducción de Jaime Zulaika. Por su temática, se la ha considerado como una novela del subgénero de clima ficción.

## Estructura
El libro está dividido en tres partes, cuyos títulos corresponden a los años en los que se desenvuelve la historia:
- Primera parte (2000)
- Segunda parte (2005)
- Tercera parte (2009)

## Recepción
En 2010 esta novela fue galardonada con el Premio Bollinger Everyman Wodehouse, un premio de literatura británico para escritores cómicos.